# Портиљије (Верчели)
Портиљије је насеље у Италији у округу Верчели, региону Пијемонт.
Према процени из 2011. у насељу је живело 62 становника. Насеље се налази на надморској висини од 304 м.